# Dunkelkusimanse
Die Dunkelkusimanse (Crossarchus obscurus) ist eine Raubtierart aus der Familie der Mangusten (Herpestidae). Sie wird bis zu 1 Kilogramm schwer, hat ein dunkles, zotteliges Fell und lebt im westlichen Afrika. Sie ist die am besten erforschte der vier Kusimansenarten.

## Merkmale

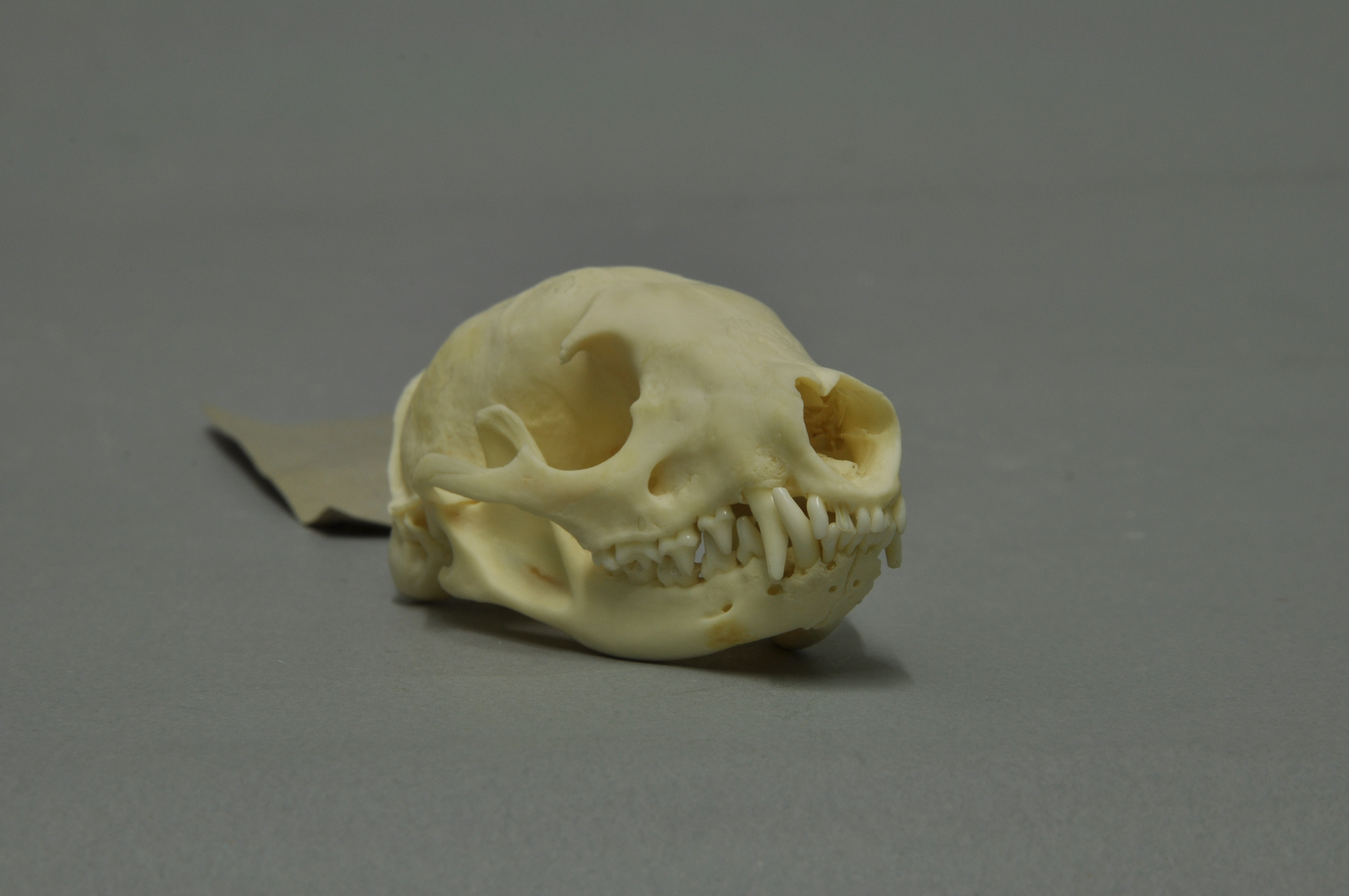
Schädel (Sammlung Museum Wiesbaden)

Dunkelkusimansen erreichen eine Kopfrumpflänge von 30 bis 37 Zentimeter, hinzu kommt ein 15 bis 21 Zentimeter langer Schwanz. Das Gewicht beträgt 0,45 bis 1 Kilogramm. Ihr Körperbau ist schlank und langgestreckt, die Beine sind relativ kurz. Es gibt keinen signifikanten Sexualdimorphismus, die Geschlechter sind gleich groß. Ihr relativ kurzer Schwanz verjüngt sich zur Spitze hin gleichmäßig. Die Vorder- und Hinterpfoten tragen wie bei allen Kusimansen fünf Zehen mit nicht einziehbaren Krallen. Die Krallen der Vorderpfoten sind länger als die der Hinterpfoten. Die Sohlen der Hinterpfoten sind mit Ausnahme des hinteren Drittels unbehaart.
Ihr zotteliges Fell ist meist dunkelbraun bis schwarz, seine Färbung ist bei einzelnen Tieren variabel. Das Unterfell ist hell, die Deckhaare sind braun und enden in einer hellen Spitze, wodurch sich ein gräuliches Aussehen ergibt. Am Kopf und Gesicht sind die Haare kürzer und heller als am übrigen Körper, die Beine sind hingegen schwarzbraun gefärbt. Am Nacken messen die Deckhaare rund 10 bis 15 Millimeter lang und werden nach hinten hin länger, am Rumpf können sie bis zu 35 Millimeter lang sein. Beide Geschlechter haben paarige Analdrüsen, auch an der Wange befinden sich Duftdrüsen. Die Weibchen haben drei Paar Zitzen.
Der Kopf ist wie bei allen Kusimansen durch die langgestreckte Schnauze charakterisiert, die Nasenspitze liegt deutlich vor dem Mund. Die kleinen, rundlichen Ohren sind verschließbar, die Pupillen der Augen sind horizontal oval. Gehör-, Geruchs- und Gesichtssinn sind gut entwickelt. Die Zahnformel lautet I 3/3 - C 1/1 - P 3/3 - M 2/2, insgesamt 36 Zähne.

## Verbreitung und Lebensraum

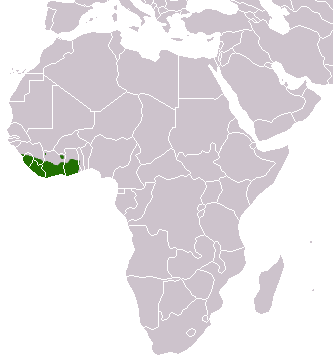
Verbreitungsgebiet der Dunkelkusimanse

Dunkelkusimansen leben im westlichen Afrika, ihr Verbreitungsgebiet ist durch das Dahomey Gap von dem der anderen Kusimansen getrennt. Ihr Vorkommen erstreckt sich vom südwestlichen Guinea über Sierra Leone, Liberia und die Elfenbeinküste bis Ghana. Ihr Lebensraum ist meist das dichte Unterholz von Regen- und Auwäldern, in der Elfenbeinküste bewohnen sie auch Savannen. Sie kommen vom Meeresspiegel bis in 1500 Meter Seehöhe vor.

## Lebensweise
Dunkelkusimansen sind überwiegend tagaktiv, wenngleich es auch Beobachtungen nächtlicher Aktivitäten gibt. Sie leben in Gruppen von bis zu 20 oder mehr Tieren, die in ihrem Revier umherstreifen. Die Gruppen setzen sich vermutlich aus einer bis drei Familien, bestehend aus einem monogamen Paar und den Jungtieren der letzten zwei bis drei Würfe, zusammen. Die Tiere haben keine fixen Baue, sondern schlafen in Erdhöhlen, in hohlen Baumstämmen oder in dichter Vegetation. Manchmal graben sie auch eigene Baue – etwa in Termitenhügel – oder schlafen in den Zweigen.
Das Sozialverhalten ist ausgeprägt, sowohl in freier Wildbahn als auch in Gefangenschaft spielen die Tiere häufig miteinander. Beide Geschlechter markieren das Revier mit dem Sekret ihrer Anal- und Wangendrüsen. Die Analdrüsensekrete der Männchen und der Weibchen unterscheiden sich deutlich voneinander. Sie haben ein ausgefeiltes Lautrepertoire, Gruppenmitglieder kommunizieren mit Zwitscher- und Schnurrlauten untereinander. Gelegentlich kommt es zwischen Artgenossen auch zu Aggressionen, dabei richten die Tiere ihre Haare auf, buckeln den Rücken und strecken die Gliedmaßen durch.
Zu den natürlichen Feinden der Dunkelkusimansen zählen verschiedene Raubtiere und Greifvögel wie der Kronenadler. Von Tieren in Gefangenschaft ist bekannt, dass sie manchmal Haushunde attackierten, die deutlich größer als sie selbst waren.

## Ernährung
Die Nahrungssuche erfolgt entweder allein oder in Gruppen. Dabei streifen sie am Erdboden herum, drehen Steine oder Holzstücke um und durchwühlen das am Boden liegende Laub mit ihren langen Schnauzen und graben Beutetiere mit den Vorderpfoten aus. Ihre Nahrung besteht aus wirbellosen Tieren wie Schnecken, Regenwürmern, Spinnen, Krabben, Asseln, Tausendfüßern und verschiedenen Insekten wie Springschrecken, Schaben und Käfern sowie deren Larven. Sie fressen aber auch Wirbeltiere wie Frösche, Schlangen, Echsen, Vögel und deren Eier sowie Säugetiere bis zur Größe einer Rohrratte. Früchte und Beeren ergänzen den Speiseplan. Kleine Wirbeltiere werden mit einem Biss in den Nacken getötet. Es gibt einzelne Berichte, wonach sie Eier mit den Vorderpfoten durch die Hinterbeine an einen Stein oder Felsen werfen, um die Schale zu zerbrechen.

## Fortpflanzung

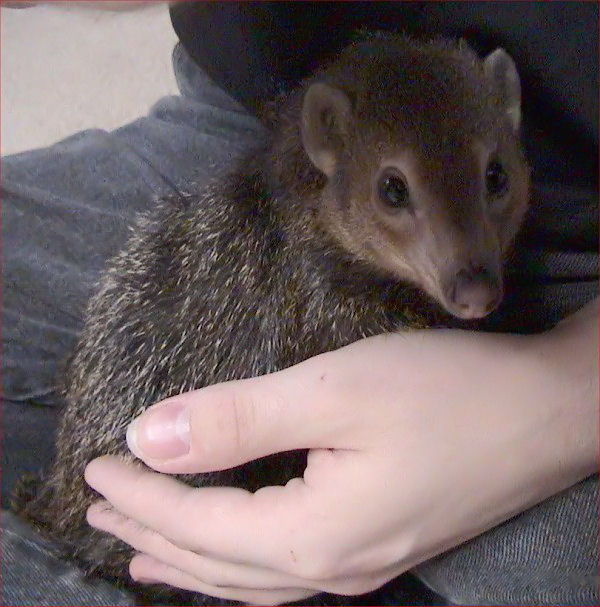
Eine Kusimanse als Heimtier

Die Fortpflanzung der Dunkelkusimansen ist bislang nur bei Tieren in menschlicher Obhut erforscht. Die Weibchen sind polyöstrisch, sie haben mehrere Zyklen pro Jahr. Der Eisprung ist durch die Begattung induziert, eine Saisonalität der Fortpflanzung ist nicht bekannt. Das Männchen leitet die Begattung ein, indem es zunächst seine Vorderpfoten auf die Beckenregion des Weibchens legt, dann packt es den Nacken des Weibchens und beginnt mit dem Koitus.
Nach einer Tragzeit von durchschnittlich 58 Tagen kommen zwei bis vier (meist vier) Jungtiere zur Welt, das Weibchen kann bis zu drei Würfe pro Jahr austragen. Die Neugeborenen messen rund 12 bis 13 Millimeter, ihr Unterfell ist bereits vorhanden. Die Augen sind zunächst geschlossen und öffnen sich im Alter von etwa 12 Tagen. Mit rund drei Wochen werden die Jungtiere entwöhnt. Die Geschlechtsreife tritt mit rund neun Monaten ein. Die Lebenserwartung in menschlicher Obhut beträgt etwa neun Jahre.

## Dunkelkusimansen und Menschen
Dunkelkusimansen sind leicht zu zähmen und werden gelegentlich als Heimtiere gehalten. In freier Wildbahn ist die Art häufig, wird aber gebietsweise intensiv bejagt oder von Haushunden gerissen. Abgesehen davon sind keine größeren Bedrohungen bekannt, die Art kommt auch in mehreren geschützten Gebieten vor. Die IUCN listet die Dunkelkusimanse als „nicht gefährdet“ (least concern).